# 小行星6647
小行星6647（英語：6647 Josse）是一颗围绕太阳公转的小行星。1991年4月8日，艾瑞克·怀特·埃尔斯特在拉西拉天文台发现了此天体。
这颗小行星的绝对星等为137.6274361215273等。